# 후쿠야마성

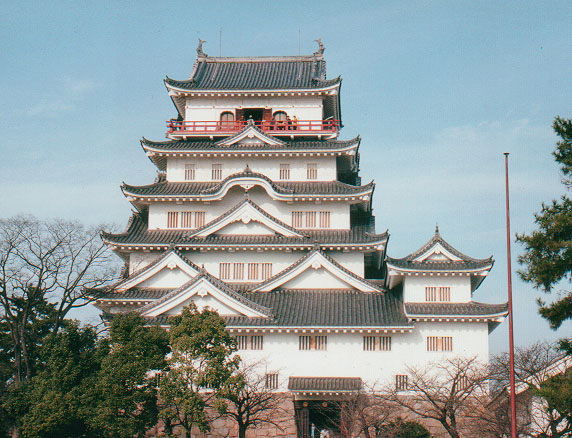
후쿠야마 성의 천수

후쿠야마성(일본어: 福山城 후쿠야마조[*])은 히로시마현 후쿠야마시 마루노우치 1정목에 있는 윤곽식 평산성이다. 국가 사적으로 지정되어있으며, 몇몇 건조물이 중요문화재로 지정되어 있다. 히사마쓰성(久松城), 이요성(葦陽城)으로도 불린다. 일본의 근세 성곽을 대표하는 성 중 하나이다.

## 개요

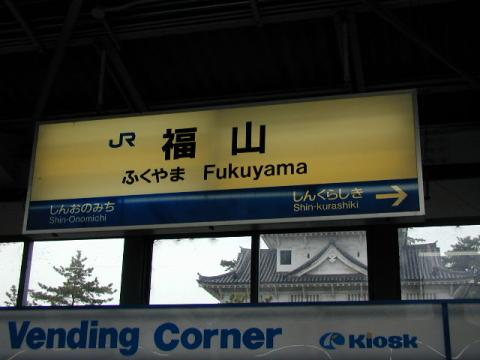
플랫폼에서 본 후쿠야마성

후쿠야마성은 1622년에 완성된 에도 시대의 성이다. 기존의 성을 개축해 근세성곽으로 탈피한 성의 형태가 아니라 새롭게 지어진 근세성곽으로 빈고 후쿠야마 번의 번청 및 번주의 거성이었다. 형식은 윤곽식 평산성으로 2중의 해자와 세토 내해로 빠지는 운하를 가진 성이며 5층의 천수와 7기의 3층 망루를 가진 규모가 큰 성이었다. 1930년경까지 모든 해자가 매워졌고, 산노마루 대부분은 시가지로 조정되어 성의 여러 구조물이 파괴되었다. 석벽도 혼마루와 니노마루 부분만 남아있고, 그 밖에 1기의 망루만 현존해 있다. 산노마루 남측은 JR 후쿠야마역이 들어섰으며 동서로 빠지는 신칸센과 후쿠엔 선의 플랫폼에서 성의 혼마루를 볼 수 있다.
현존하는 건조물로는 후시미성에서 이축해온 후시미 망루와 스지가네 문이 있고, 그 중 후시미 망루는 현존하는 망루중 가장 오래된 건물이다. 이들 모두 중요문화재로 지정되어 있다. 천수는 1945년까지 남아 있었지만, 후쿠야마 공습으로 소실되었다. 현재의 건물은 1966년 쓰키미 망루, 고유덴과 함께 재건된 것이다. 재건된 천수 내부는 후쿠야마 시립 후쿠야마 성 박물관으로 사용되고 있다. 천수의 최상층 난간에서는 시내를 360도 볼 수 있고, 맑은 날이면 세토 내해도 조망할 수 있다.

## 역사

### 축성 이전의 빈고 남부

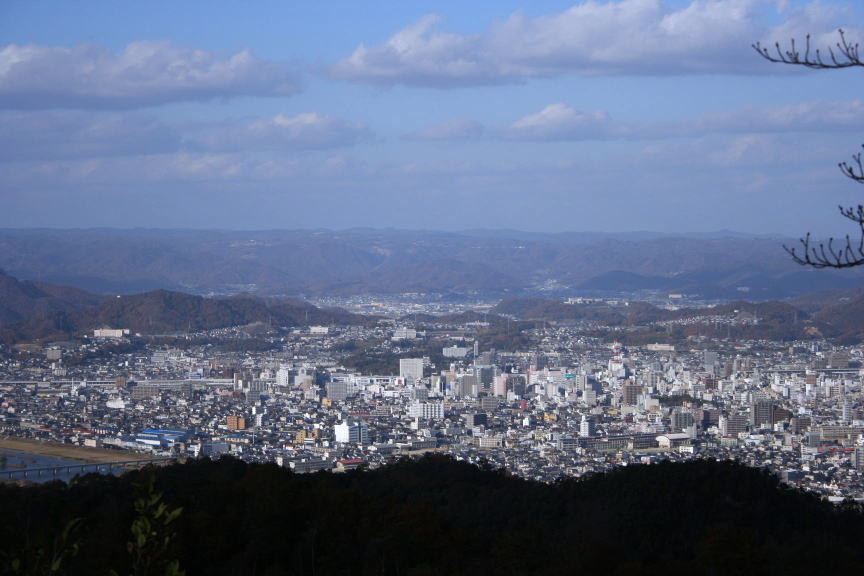
후쿠야마 시가지

후쿠야마 성이 축성되기까지 후쿠야마라고 불리는 지명은 없었다. 자료가 적어 자세한 사항에 대해서는 모르지만, 후쿠야마 성이 세워져 있는 구릉지는 북쪽에서 연결된 산들의 선단부에는 조코지(常興寺)라는 사찰이 있었고, 그 북쪽으로는 현재의 후쿠야마 하치만 궁부터 묘세이지(妙政寺)에 걸쳐 에이토쿠지(永徳寺)라는 사찰이 넓게 들어서 있었다고 한다. 에도 시대 들어서면서 에이토쿠지는 쇠퇴하였고, 조코지만 존재해 후쿠야마 성은 조코지 경내에 세워진다. 그리고, 이들 절 앞에 형성되었던 마을은 기노쇼, 혼쇼로 불린 장원이 존재해 성이 축성되기 전부터 비교적 번영했을 것으로 보인다. 성의 남쪽에는 아시다 강 하구에 형성된 삼각주가 있어 습지대와 전답으로 조성되었던 것 같다. 이 시기 빈고 남부의 중심지는 후쿠야마 성으로부터 북동쪽으로 6km 떨어진 위치의 간나베로, 간나베 성이 있었다. 또, 후쿠야마 성으로부터 남쪽으로 12km 떨어진 누마쿠마 반도 남쪽 끝에 도모노우라가 해상교통의 요충지였다.

### 후쿠야마 번의 입번과 축성
후쿠야마 성은 에도 시대 초기, 겐나엔부 후에 지어진 근세성곽으로는 가장 새롭게 지어진 성이다. (엄밀히 말하자면, 아코성과 마쓰마에성 등 후쿠야마 성보다 나중에 지어진 성이 존재하지만, 1596년부터 계속된 근세성곽 체계를 포함한 대규모로 축성된 신규 성 중에서는 가장 나중에 지어진 것으로 봐도 좋다.) 1619년 아키 국, 빈고 국을 다스리던 후쿠시마 마사노리가 무가제법도 위반으로 영지가 몰수 되자, 도쿠가와 이에야스의 사촌 미즈노 가쓰나리가 모리 가문 등 서일본의 도자마 다이묘를 감시하기 위해 빈고 국 남부 10만 석에 입봉되어 야마토 국 고리야마 번에서 후쿠야마 번으로 이봉되었다. 원래는 빈고 간나베 성에 입성하기로 되어 있었지만, 간나베 성은 너무 내륙에 위치해 있고, 역사상으로도 성이 함락된 적이 많아 이례적으로 신규 성을 축조하도록 막부에서 허가하였다. 성터는 세토 내해와 사이고쿠 가도와의 거리를 고려하여 후카쓰 군 노가미 촌의 조코지 조코지 산 일대가 선정되었다. 속설에는 후쿠야마 성으로부터 북서쪽으로 약 12km에 있는 사쿠라야마(현 신이치 정)와 남동쪽 약 7km에 있는 미노시마(현 미노시마 정)도 축성지로 검토했었다고는 하지만, 사쿠라야마는 너무 내륙에 있었고, 미노시마는 누마쿠마 반도에 인접한 완전한 섬(현재는 메워져 있다.)이었기 때문에 실제 검토가 있었는지 의문이 든다.축성지에 포함된 조코지(常興寺)는 이전되었고, 성의 북쪽은 동서로 굴삭한 해자와 기비쓰 강을 연결시켰다. 또, 성의 남쪽의 갯벌을 간척해 성하 마을 조성하고 후쿠야마로 명명했다.
저습지를 포함한 장소가 많았기 때문에 1620년 아시다 강의 흐름을 성의 북쪽을 흐르고 있는 기비쓰 강으로 끌어들이는 공사를 하였다. 하지만, 수해에 따른 공사 중단 등 난공사였다고 한다. 성에 사용된 자제는 폐성된 간나베 성의 자제를 토대로 막부로부터 이양된 후시미성의 부재도 많이 사용되었다. 이 때, 이축된 후시미 성의 건조물로는 후시미 망루와 쓰키미 망루, 어전(후시미 어전), 오후로야(오유덴), 구로가네 문, 오테 문, 다몬 망루 등이 있다. 또, 막부로부터 석벽쌓기 기술자 2명을 파견되었다.(속설에는 파견된 인물이 오바타 가게노리라고 이야기하지만, 창작으로 보인다.). 1622년 후쿠야마 성이 완성되었다. 후쿠야마 성은 고쿠타카 10만석 다이묘의 성으로는 과분한 성으로 특히 5층의 천수와 3층망루 7기를 비롯 20기 이상의 망루를 가지고 있었다. 더욱이 축성후 막부의 공금으로부터 금 12,600량, 은 380관을 수여하는 등 막부 주도로 축성된 성에 준하는 대우를 받았다. 이는 후쿠야마 성이 세토 내해와 사이고쿠 가도의 요충지에 있어 막부의 기대가 컸기 때문이다. 더불어 축성시의 성의 배치는 약간의 보수만 있었을 뿐 기본적으로 성이 폐성되기까지 그대로 유지했었다.

### 미즈노 시대의 종언
1698년 5대 번주 미즈노 가쓰미네가 어려서 죽었기 때문에 영지가 몰수되어 잠시 동안 막부직할령이 되었다. 후쿠야마 성의 접수는 마쓰다이라 사다노부와 아사노 나가즈미가 맡았으며, 성의 관리는 교고쿠 다카모치가 하였다. 이때 영내의 검지를 단행하여 후쿠야마번의 고쿠타카가 10만 석에서 5만 석이 늘어난 15만 석으로 조사되었다. 1700년 데와국 야마가타번으로부터 마쓰다이라 다다마사가 10만석에 입봉되어 입성하였다. 그러나, 다다마사는 10년 후인 1710년 다시 이세국 구와나번으로 이봉되었고, 아베 마사쿠니가 시모쓰케국 우쓰노미야번에서 전봉되어 입성한다. 이후 메이지 유신기까지 아베 가문의 거성으로 사용되었지만, 성주는 에도에 살면서 좀처럼 귀향하지 않았다. 또, 재정난이 계속되어 1730년 혼마루 어전의 뒤부분이 에도 번저로 이축되었고, 1750년에는 니노마루에 있었던 곡물창고가 해체되는 등, 필요가 없다고 생각되는 시설은 철거되었다.

### 후쿠야마 성에서의 전투 및 막부 말기

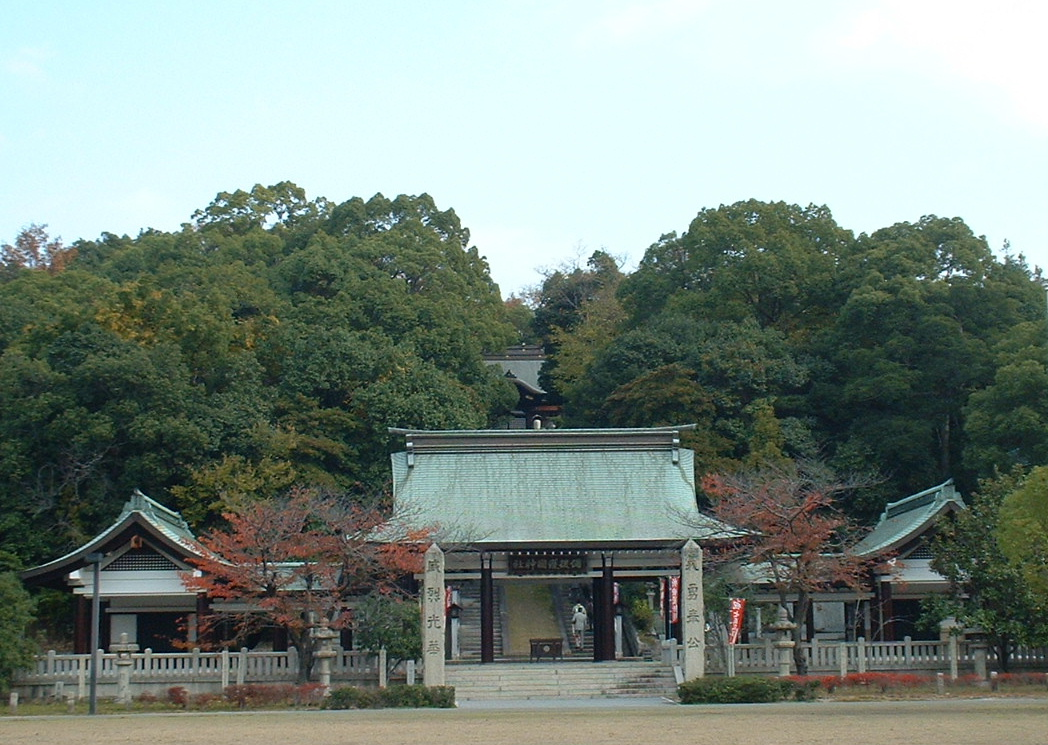
마쓰야마 산의 고고쿠 신사

1865년 아베 가문 9대 번주 아베 마사카타가 제2차 조슈 정벌에 가세하기 위해 입성해 채비를 갖추는 중, 니노마루 남쪽 구시가타 망루에서 화약이 폭발해 인접 야리 망루, 뎃포 망루, 반쇼가 망루 안의 무기와 함께 소실되었다. 이후, 망루는 재건되지 않았다. 이 화재는 패문 후에 일어난 일이기 때문에 사망자는 1명에 그쳤다. 하지만, 성 아래에서는 혼란으로 술렁거렸다고 한다. 그 후, 조슈 군과의 전투에서 완패해 병력을 철수시켜 사태를 방관한 후쿠야마 번이었지만, 제2차 조슈 정벌로부터 3년 후인 1868년 음력 1월 9일 주고쿠에서의 막부측 주요 거점이라는 이유로 가장 먼저 도막 측으로부터 공격을 받았다.
왕정복고에 따라 조슈 군은 신정부군이 되었고, 이들 신정부군은 후다이 다이묘의 후쿠야마 번을 조정의 적으로 보고 빈고를 공격해 왔다. 후쿠야마 번은 이일이 있기 직전 번주 아베 마사카타가 급사했기 때문에 번내의 실권은 존왕파의 가신들이 장악했고, 번주의 임종을 숨긴 채 영격을 피하고 성에서 농성하였다. 성 문턱까지 진출한 신정부군은 우선 성의 서쪽에 있는 엔쇼지(円照寺)에 진을 치고 후쿠야마 성을 향해 포격을 가했다. (소실전의 천수에는 이 때의 흔적이 남아있었다.) 그 후, 신정부군은 성 안으로 진공해 고마루 산과 마쓰야마 산에서 성으로 총격을 퍼부었다. 이때 성으로부터 반격을 받아 신정부군 3명이 전사했다. 그러나, 후쿠야마 번 수뇌들은 분주히 신정부군과 교섭을 해 신정부군의 공격을 피했다. 이에 성내외 마을과 병사들을 지켰지만, 이후 벌어지는 막부군과의 전투에서는 신정부군의 최선봉에서 싸우는 결과가 되었다. 번주 아베 마사카타가 자식을 두지 않고 죽었기 때문에 영지가 몰수 되는 것을 막기 위해 후쿠야마 번은 막부 말기의 혼란에 편승해 아키 히로시마번주 아사노 가나코토의 동생 아사노 모토지로(후일 아베 마사타케)를 아베가의 양자로 받아들여 가문의 단절과 영지를 보존했다. 덧붙여 마사카타의 시신은 이 전투 직전 고마루 산에 가매장되었다가 1869년(메이지 2년) 시내 고사카 산으로 이장되었다.

### 메이지 유신에서 후쿠야마 공습

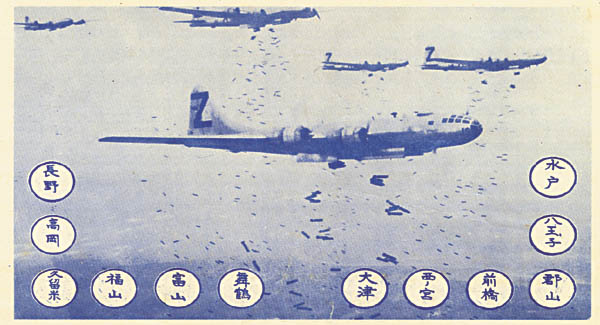
1945년 8월 1일 뿌려진 삐라

메이지 유신 후, 폐번치현에 따라 후쿠야마 번은 후쿠야마 현으로 바뀌었고, 그 후 수년간 현명칭과 현권역이 변경된다. 후쿠야마 성은 1873년(메이지 6년) 폐성령에 의해 폐성되어 대부분의 시설이 민간에 불하되었다. 건물 건축자재로 매각 해체되어 남은 건물은 천수를 비롯 후시미 망루, 오유덴 등이었다. 성터는 혼마루를 제외한 대부분 대지가 매각되어 주택과 농지로 전용되었다. 해자는 대부분 관영지의 연근 밭으로 전용되었지만, 경영난으로 1891년(메이지 24년) 내측 해자가 민간에 매각되었고, 1920년대 중반까지 후쿠야마역 확장 등에 따라 완전히 매립되었다. 외측 해자도 1891년까지 산요 철도의 노선 부설 때문에 성의 남부가 동서로 매립되었고, 동남부는 1914년(다이쇼 3년) 료비 철도역사(료비 후쿠야마 역) 건설로 매립되었다. 그 밖의 해자도 공장과 주택 등의 건설로 차례차례 매립되어갔다. 마지막까지 남아있던 북서쪽의 외측해자는 1935년(쇼와 10년) 후쿠야마 여학교(현 이요 고등학교) 운동장으로 전용하기 위해 매립되었다.
혼마루는 1874년(메이지 7년) 역사적 기념물의 파괴를 안타까워 한 주변 자치단체의 탄원에 의해 1875년(메이지 8년) 후쿠야마 공원(福山公園)으로 성터를 정비하였다. 그러나, 손상된 천수의 복구비용을 충단하지 못해 1884년(메이지 17년) 히로시마현에 반환되었다. 히로시마 현은 천수를 복구하기는커녕 공원의 유지비를 내는 것조차 기피했기 때문에 천수의 손상은 점점 진행된 것은 물론 공원도 황폐해져 갔다. 이에 지역유지들은 쓰키미 망루 터에 이요칸(葦陽館)을 건설하는 등 활발한 대책을 강구하지만, 잘 진행되지는 못했고, 이를 보다 못한 후쿠야마 정은 현에 공원 이양을 청원했다. 1896년(메이지 29년) 승인되어 1897년(메이지 30년) 천수, 후시미 망루, 스지가네 문, 오유덴을 수리했다. 1920년대 중반이 되면서 후쿠야마 성은 문화적 가치가 인정받아 1931년(쇼와 6년) 천수가, 1933년(쇼와 8년) 후시미 망루, 스지가네 문, 오유덴이 국보로 지정되었다. 또, 1936년(쇼와 11년) 혼마루가 사적으로 지정되었다. 1915년(다이쇼 4년) 니노마루 남쪽은 시민이 심어놓은 벚나무로 인해 벚꽃의 명소로 알려지게 되면서 시민들에 보다 친숙한 장소로 자리매김했다. 그러나, 태평양 전쟁 말기 1945년(쇼와 20년) 8월 8일 미군의 공습으로 천수, 오유덴, 등 마을에 남겨진 많은 문화재와 함께 소실되었다. 다행히 후시미 망루와 스지가네 문, 니노마루 북쪽은 재난을 피했다.

### 전후 재건에서 현재

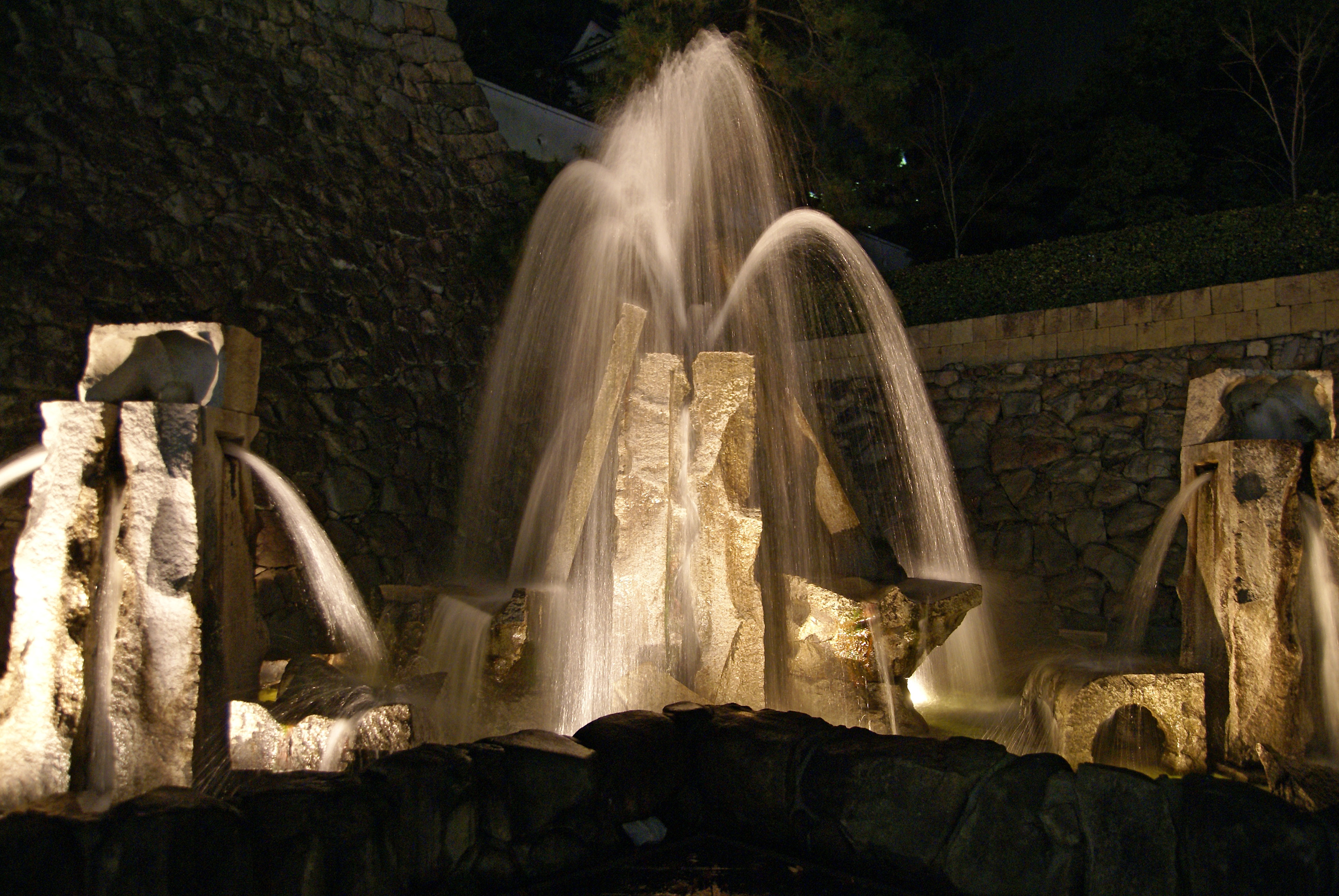
내측해자를 본딴 친수시설

전후, 후쿠야마 시가지는 구획정비에 따라 대폭 마을 명이 바뀌었고, 성의 니노마루와 산노마루에서는 다시금 주택이 들어섰다. 1964년(쇼와 39년) 2월 7일 국가 사적으로 지정된 니노마루의 민간 소유지를 매수하였다. 1966년(쇼와 41년) 후쿠야마 시 시제정 50주년을 기념해 천수, 쓰기미 망루, 오유덴을 재건했다. 하지만, 1971년(쇼와 46년) 고마루 산의 대부분이 시에 의해 파괴되는 등 개발도 진행되었다. 1973년(쇼와 48년) 시민들의 기부에 의해 가가미 망루가 재건되었으며, 1979년(쇼와 54년) 후쿠야마 시에 의해 종루가 재건되었다. 1988년(쇼와 63년)부터 후쿠야마 미술관과 히로시마 현립 역사박물관이 건립되어 문화의 장으로 정비되었다. 불행히도 성의 해자는 복원되지 않았고, 고마루 산에 미술관을 건립하는 바람에 성의 형태는 원형에서 더더욱 멀어져갔다. 또, 박물관 건설지에서 발굴된 성의 유구도 대부분 철거되는 등 훼손이 있었다. 한편 니노마루에 인접한 주택지를 후쿠야마 시가 매수하여 공원으로 정비했다. 2006년(헤세 18년) 공원정비 사업 대부분이 완료되었다. 이 정비사업 중, 후쿠야마 역 북쪽 출구에 면한 니노마루 석벽 아래 내측 해자 부근에는 해자를 본뜬 친수시설이 조성되지만, 본래의 내측 해자와 규모, 형상면에서 완전히 다르고, 공사에 따른 기존 성의 구조물이 파괴되었다는 의혹도 제기되고 있다.

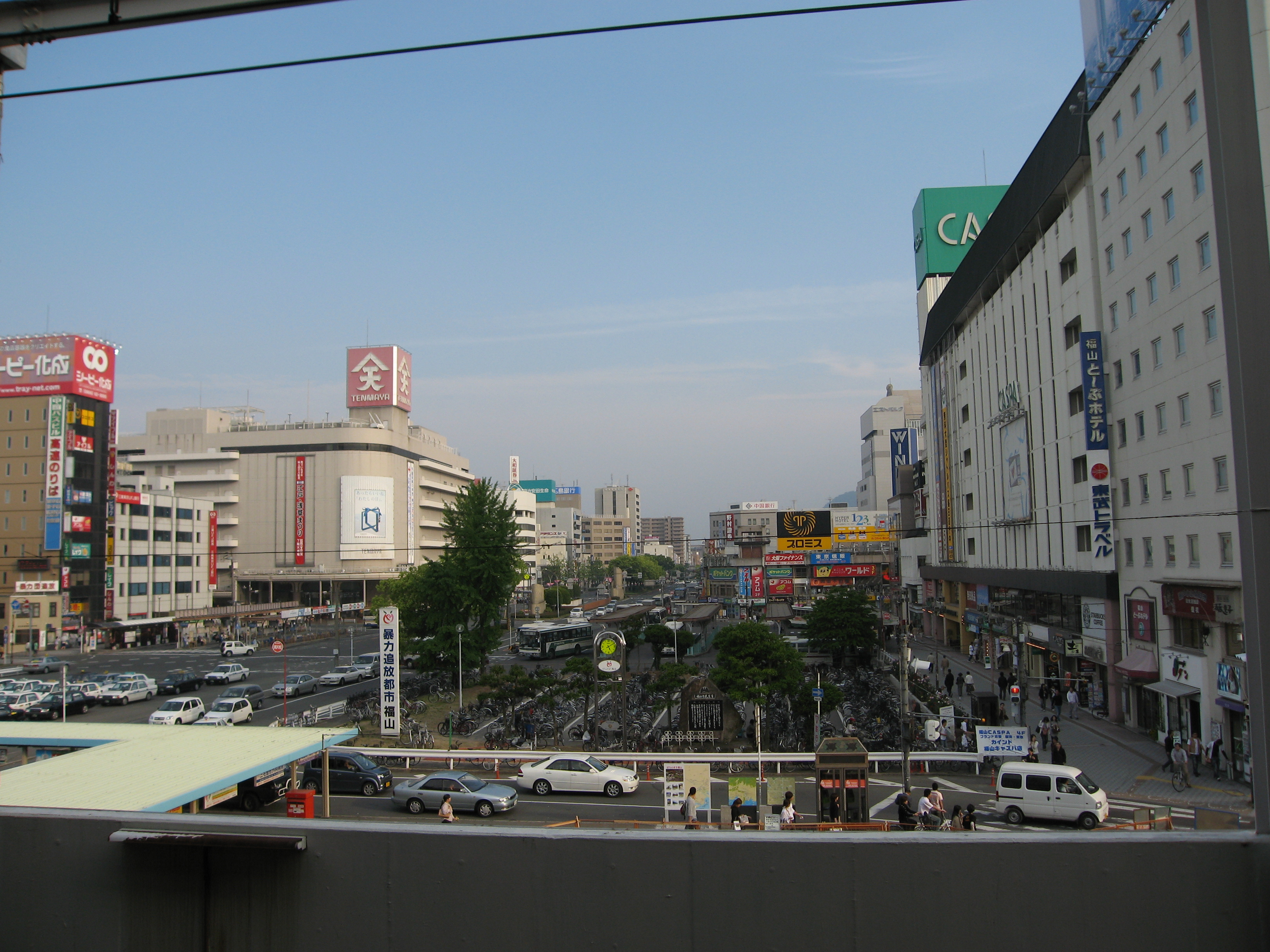
후쿠야마 역 남쪽 출구

2005년(헤세 17년) 산노마루에 있던 JR 후쿠야마 역 북쪽 출구 부근 아파트 건설현장에서 외측 해자의 석벽이 발굴되어 보존을 두고 마찰이 있었지만, 결국 공사는 진행되었고, 철거된 석벽은 시내 사찰의 석벽으로 재이용되었다. 그 후에도 역주변의 역전정비계획과 민간의 도시재개발계획이 진행되어 또 다시 같은 문제가 발생하지 않을까하는 우려를 나타냈지만, 역시나 2006년(헤세 18년) 8월 후쿠야마 역 남쪽 출구 주변에서 산노마루 미즈 문 주위 석벽이 출토되었고, 후쿠야마 시장은 가능한 정비계획 변경이 없는 한에서 보존, 활용방법을 강구하겠다는 입장을 표명해, 성의 유구가 파괴될 가능성이 높다. 그러던 중, 40년동안 방치해 온 니노마루 오비쿠루와의 정비를 촉구하는 움직임이 일어났고, 2007년(헤세 19년)부터 조사가 진행될 예정이지만, 2007년이 되어서도 조사를 행하지 않고 있다. 그리고, 2007년 3월 후쿠야마 역 남쪽 출구에서 발견된 후쿠야마 성의 석벽 활용안이 시로부터 제시되었지만, 이는 출토된 석벽을 사용해 망루대를 본딴 소규모 축대를 설치하는 것으로 석벽을 훼손하는 것이었다.
2006년 2월 13일 일본 100대 명성에 선정되었다.